# Pardners
Pardners is een Amerikaanse filmkomedie uit 1956 onder regie van Norman Taurog. Destijds werd de film in Nederland uitgebracht onder de titel Martin en Lewis in het Wilde Westen.

## Verhaal
De grootvaders van de New Yorkers Slim Moseley jr. en Wade Kingsley jr. zijn geboren in het Wilde Westen. Ze gaan samen op reis naar de geboortestreek van hun voorouders. Daar stuiten ze op de afstammelingen van enkele beruchte bandieten. De miljonair Wade Kingsley doet zich voor als de revolverheld Killer Jones. Dat loopt niet op rolletjes.

## Rolverdeling
| Acteur          | Personage                             |
| --------------- | ------------------------------------- |
| Dean Martin     | Slim Moseley jr. / Slim Moseley sr.   |
| Jerry Lewis     | Wade Kingsley jr. / Wade Kingsley sr. |
| Lori Nelson     | Carol Kingsley                        |
| Jeff Morrow     | Pete Rio                              |
| Jackie Loughery | Dolly Riley                           |
| John Baragrey   | Dan Hollis / Sam Hollis               |
| Agnes Moorehead | Matilda Kingsley                      |
| Lon Chaney jr.  | Whitey                                |
| Milton Frome    | Hawkins                               |
| Richard Aherne  | Chauffeur                             |
| Lee Van Cleef   | Gus                                   |
| Stuart Randall  | Veehoeder                             |
| Scott Douglas   | Salvin                                |
| Jack Elam       | Pete                                  |
| Bob Steele      | Shorty                                |
| Mickey Finn     | Red                                   |
| Douglas Spencer | Smith                                 |
| Philip Tonge    | Mijnheer Baxter                       |